# Pole siłowe (bariera)
Pole siłowe, pole energetyczne – koncepcja ściśle ograniczonego pola o tak znacznym natężeniu, że obiekty, na które działa siła związana z polem, nie są w stanie go pokonać i dotrzeć na drugą stronę. Jest to pojęcie popularne w fantastyce naukowej i fantasy. Obecnie prowadzone są nad nimi badania.

## Badania naukowe
Na Uniwersytecie Waszyngtońskim w Seattle eksperymentowano nad użyciem sfery naładowanej plazmy do otoczenia statku kosmicznego, utrzymywanej w miejscu przez cienką siatkę z nadprzewodzącego drutu. Ochroniłoby to statek przed promieniowaniem kosmicznym i niektórymi cząstkami bez konieczności używania fizycznych osłon.
Podobnie Rutherford Appleton Laboratory próbuje opracować testowego satelitę, który miałby orbitować Ziemię otoczony polem naładowanej plazmy.
W roku 2008 „Cosmos Magazine” poinformował o badaniach nad stworzeniem sztucznej kopii pola magnetycznego Ziemi wokół statku kosmicznego, by ochronić astronautów przed groźnym promieniowaniem kosmicznym. Brytyjscy i portugalscy naukowcy użyli matematycznych symulacji, by udowodnić, że możliwe byłoby stworzenie „mini magnetosfery” o szerokości kilkuset metrów, możliwe, że generowanej przez mały, bezzałogowy statek, który mógłby towarzyszyć przyszłej misji NASA na Marsa.
Naukowcy z brytyjskiego Defence Science and Technology Laboratory pracują nad polem elektrycznym wytwarzanym dzięki superkondensatorom, które przekazywałoby zgromadzoną energię metalowemu pancerzowi, by na ułamki sekund stworzyć pole silne odpowiednio, aby odbić nadlatujące pociski. Takie rozwiązanie mogłoby znacznie obniżyć masę pojazdów opancerzonych.

## Fikcyjne zastosowania
Fantastyka naukowa i fantasy proponuje liczne potencjalne zastosowania pól siłowych:
- Bariera pozwalająca robotnikom pracować w obszarach wystawionych na działanie próżni kosmicznej, zatrzymująca atmosferę wewnątrz pozwalając jednocześnie przechodzić przez nią innym obiektom.
- Poddanie kwarantannie terenu dotkniętego szkodliwym czynnikiem biologicznym lub chemicznym lub okupowanego przez wrogie siły.
- Gaszenie ognia przez zużycie przez reakcję całego dostępnego tlenu w zamkniętej polem przestrzeni.
- Tworzenie tymczasowych stref zdatnych do życia w miejscach, które zwykle nie oferują takiej możliwości.
- Jako środek bezpieczeństwa, polegający na skierowaniu kogoś w odpowiednim kierunku w celu schwytania go lub zamknięciu więźnia na danym obszarze.

Możliwości i dokładna funkcjonalność pół siłowych nie jest stała. W niektórych dziełach (takich jak uniwersum Star Treka) pola siłowe mogą zatrzymać lub złagodzić efekty działania zarówno broni energetycznej, jak i cząsteczkowej (np. fazerów) i normalnych pocisków, zarówno naturalnych, jak i sztucznych. W różnych serialach, osłony działają głównie jako środek ochronny przeciwko ogniowi z broni innych statków. Aktywne osłony blokują też zazwyczaj użycie transporterów. Również we wnętrzach statków, generatory pól siłowych mogą odciąć atmosferę jednostki od próżni, np. w przypadku pęknięcia kadłuba spowodowanego atakiem lub eksplozją. Istnieją dwa typy pól siłowych, jedno jest emitowane jako płaska tafla z emiterów na rogach, drugie otacza statek jak bańka.